# Irena Soukupová
Irena Soukupová (Praga, 9 de diciembre de 1964) es una deportista checoslovaca que compitió en remo.
Ganó una medalla de bronce en el Campeonato Mundial de Remo de 1990, en la prueba de cuatro scull. Participó en dos Juegos Olímpicos de Verano, ocupando el quinto lugar en Seúl 1988 y el sexto en Barcelona 1992, en el cuatro scull.

## Palmarés internacional
| Campeonato Mundial | Campeonato Mundial   | Campeonato Mundial | Campeonato Mundial |
| Año                | Lugar                | Medalla            | Prueba             |
| ------------------ | -------------------- | ------------------ | ------------------ |
| 1990               | Tasmania (Australia) | Medalla de bronce  | Cuatro scull       |